# Палеологи из Пезаро
Семья Палеологов (итал. Paleologo), Palaiologos, Palaeologus и Paleologue) из Пезаро — знатная семья, которая обосновалась в Англии в XVII веке. Могли быть потомками византийской императорской династии Палеологов.

## Происхождение

### Предыстория

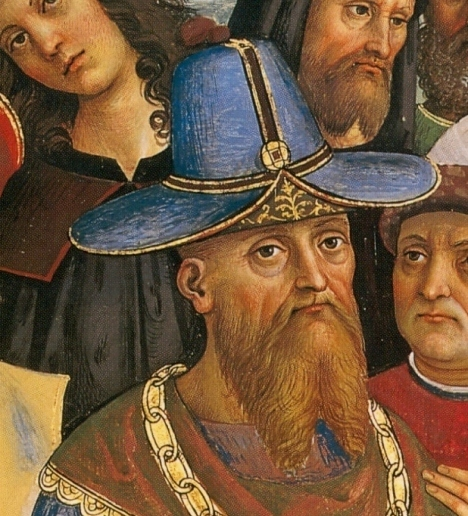
Фома Палеолог.

Династия Палеологов была последней династией Византийской империи, её продолжительное правление длилось с 1259/1261 до 1453 года. Когда Византийская империя рухнула в течение 14 и 15 веков из-за внутренних раздоров и агрессивной экспансии османов, многие византийские дворяне бежали в Западную Европу. С падением Константинополя в 1453 году и деспотата Мореи в 1460 году, Палеологи были лишены владений. В ноябре 1460 года самый известный византийский изгнанник из всех, Фома Палеолог, младший брат последнего императора Константина XI, прибыл в Рим, надеясь убедить Папу Пия II призвать к крестовому походу, чтобы империя могла быть восстановлена.
Несмотря на надежды Фомы, крестовый поход больше никогда не был объявлен, и Константинополь остался в руках турок. Он умер в Риме, и у него остались как минимум четверо детей; Елена, Зоя, Андрей и Мануил. У его дочерей было много потомков, но ни одна из них не носила имени Палеолога, и хотя старший сын Андрей чаще всего считается бездетным, а у Мануила были дети Иоанн и Андрей, принявшие ислам. Иоанн умер молодым, но Андреас прожил дольше, хотя, как полагают, у него не было собственных детей. Таким образом, с его смертью в какой-то момент в XVI в. линия имперских Палеологов вымерла.
Это мало помешало людям в различных частях Европы заявить о своем происхождении от старой имперской династии. Фамилия Палеолог была относительно широко распространена в Византийской империи, и семья была довольно обширной до того, как её ветвь взошла на императорский престол. Многие из неимперских византийских Палеологов были частью дворянства и были полководцами или влиятельными землевладельцами. Многие византийские беженцы, хотя и не связанные с императорами, законно носили имя Палеолог из-за обширного характера семьи. Поскольку это имя могло придать любому, кто его носил, престиж (а также возможную денежную поддержку), многие беженцы сфабриковали более тесные связи с имперской династией и из-за этого приветствовались при дворах в Западной Европе, поскольку многие западные правители осознавали свою неспособность предотвратить падение Византии. Незнание в Западной Европе тонкостей византийских обычаев именования позволяло европейцам воспринимать фамилию Палеолог как знак императорской династии.

### Потомки Иоанна Палеолога

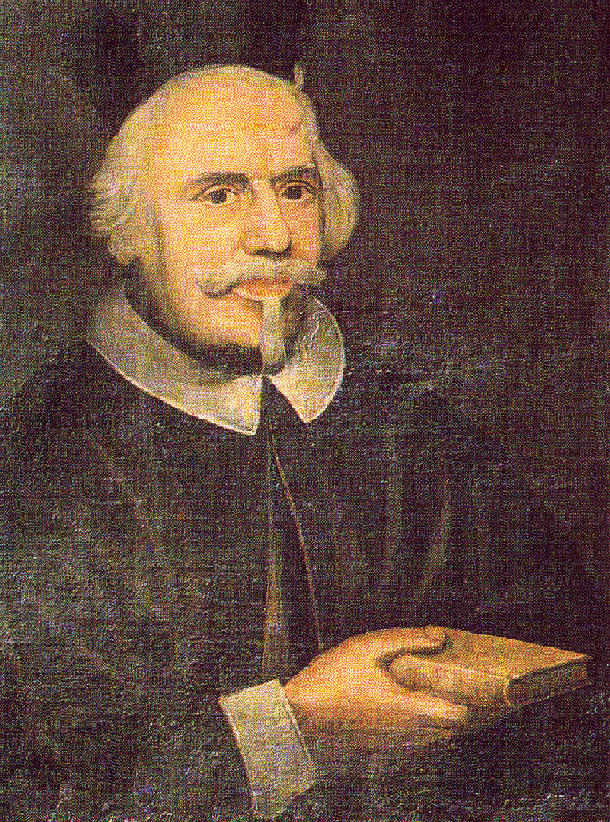
Лев Аллаций.

Семья Палеологов, проживавшая в Пезаро с начала XVI в., заявляла о своем происхождении от третьего сына Фомы Палеолога по имени Иоанн. На данный момент нет независимых доказательств того, что у Фомы был такой сын. В наиболее широко распространенном источнике о жизни Фомы Палеолога, работах современного ему византийского историка Георгия Сфрандзи упоминаются все остальные четверо детей, но не Иоанн. Однако работы Сфрандзи не бесспорны, похоже, что большая их часть была переписана редактором позже, и сроки, указанные в работах, несколько сомнительны, поскольку жена Фомы Екатерина Дзаккария родила одного из их детей в возрасте 65 лет.
Самый ранний источник, не связанный с самими Палеологами Пезаро, в котором упоминается сын Фомы по имени Иоанн, — это труды греческого ученого Льва Аллация. Он писал в 1648 году, то есть слишком поздно, чтобы его работы могли выступать в качестве независимого доказательства происхождения рода Палеологов, но он был хранителем Ватиканской библиотеки и имел доступ к её обширной коллекции книг и записей и, возможно, делал вывод оттуда. Вполне возможно, что Аллаций имел доступ к более ранним документам, теперь утерянным, которые доказали бы законность линии Палеологов. Аллатий называет сыновей Фомы «Андрей, Мануил и Иоанн», трудно найти мотивы для него в выдумывании членов императорской династии.
Возможно, что Иоанн является более поздним искажением имени Леоне (имена похожи в своей латинской форме, Иоанн переводится как Иоаннес, а Леоне переводится как Леонис), и есть некоторые ссылки на Леоне Палеолога в Пезаро, особенно документ 1535 г., в котором говорится о «долгой и верной службе Леоне Палеолога папскому капитану Джованни делла Ровере». Если «долгая и верная» служба означает, по крайней мере, несколько десятилетий, то Леоне поступил на службу в то время, когда прибытие Томаса в Италию было бы в недавней памяти, и было бы очень трудно подделать с ним родство. Таким образом, Иоанн мог быть реальной исторической фигурой и подлинным сыном Фомы Палеолога, возможно, незаконнорожденным. Также возможно, что Иоанн был сыном одного из исторически подтвержденных сыновей Фомы Андрея или Мануиля (у которого на самом деле был сын с таким именем). Если существование Иоанна допущено в той или иной форме, мало оснований сомневаться в происхождении Палеологов из Пезаро. Члены семьи, вероятно, сами верили в это и к тому времени, когда они прибыли в Англию, никто из их современников не сомневался в их имперском происхождении. Это признание контрастирует с судьбами других потенциальных Палеологов в 17 веке, таких как «Феодор Палеолог», живший в Праге в 1603 году, который был осужден как фальсификатор за свои предполагаемые утверждения.
Происхождение семьи Палеологов оставалось неоспоримым до наших дней. Предание гласит, что во время греческой войны за независимость (1821—1829), более чем через столетие после того, как Палеологи исчезли из истории, временное правительство отправило в Афины делегацию, чтобы найти живых потомков старой императорской семьи. Делегация посетила места в Италии, где, как известно, проживали Палеологи, и даже посетила Корнуолл, где в 17 веке жил Теодор Палеолог. Местная традиция на Барбадосе гласит, что делегация также отправила письмо властям Барбадоса с вопросом, живут ли на острове потомки Фердинанда Палеолога. В письме якобы содержалась просьба о том, чтобы в этом случае главе семьи были предоставлены средства для возвращения в Грецию, причем поездка должна была быть оплачена греческим правительством. В конце концов, поиски делегации оказались тщетными, и они не нашли живых воплощений своей потерянной империи. Английский священник XIX века Артур Пенрин Стэнли утверждал, что делегация намеревалась сделать главу семьи, если бы он был найден, правителем Греции. Английский историк Уильям Генри Гамильтон Роджерс писал в 1890 году: «Как странно было бы это обстоятельство, если бы был обнаружен такой несомненный потомок, и имперский орел восстал бы, как феникс из пепла времени, и стремился бы упрочить изменчивую судьбу этого героического и борющегося народа».
В статье от 11 мая 1913 года в газете The San Francisco Call под названием «Находки в Англии, следы династии, когда-то правившей миром» семья Палеологов определялась как «по происхождению законные правители Восточной империи» и говорилось, что ещё может быть необходимо провести дополнительные исследования, чтобы попытаться отследить потенциальных потомков семьи, «если вихрь судьбы вызовет обстоятельства, требующие поиска наследственного императора востока, чтобы он снова правил в Константинополе». Ещё в 1940 году английский историк сэр Стэнли Кассон описал Теодора Палеолога, самого известного члена семьи, как «последнего зарегистрированного наследника Византии».
Начиная с книги английского историка Стивена Рансимена 1965 года «Падение Константинополя», в которой двуглавый орел на надгробной плите Феодора описывается как «не имеющий права там находиться», ряд современных ученых отвергают более поздних Палеологов как самозванцев, в основном из-за отсутствия доказательств существования Джона. Английский историк Джонатан Харрис заметил, что точная генеалогия, представленная на надгробии, «почти наверняка неверна». Некоторые, такие как английский византинист Дональд Никол, просто утверждали, что их заявления о происхождении от Фомы Палеолога не доказаны, в то время как другие, такие как английские историки Джон Джулиус Норвич и Ричард Дженкинс, считали вероятным, что они были последними истинными потомками Фомы Палеолога. династия Палеологов. Джон Холл, автор биографии Теодора Палеолога 2015 года, задался вопросом, действительно ли важно, были ли Палеологи Пезаро истинными имперскими потомками или нет, но, тем не менее, пришел к выводу, что вполне вероятно, что они были, отметив, что, по его мнению, Иоанн Палеолог был внебрачный сын Фомы Палеолога.

## История

### В Пезаро

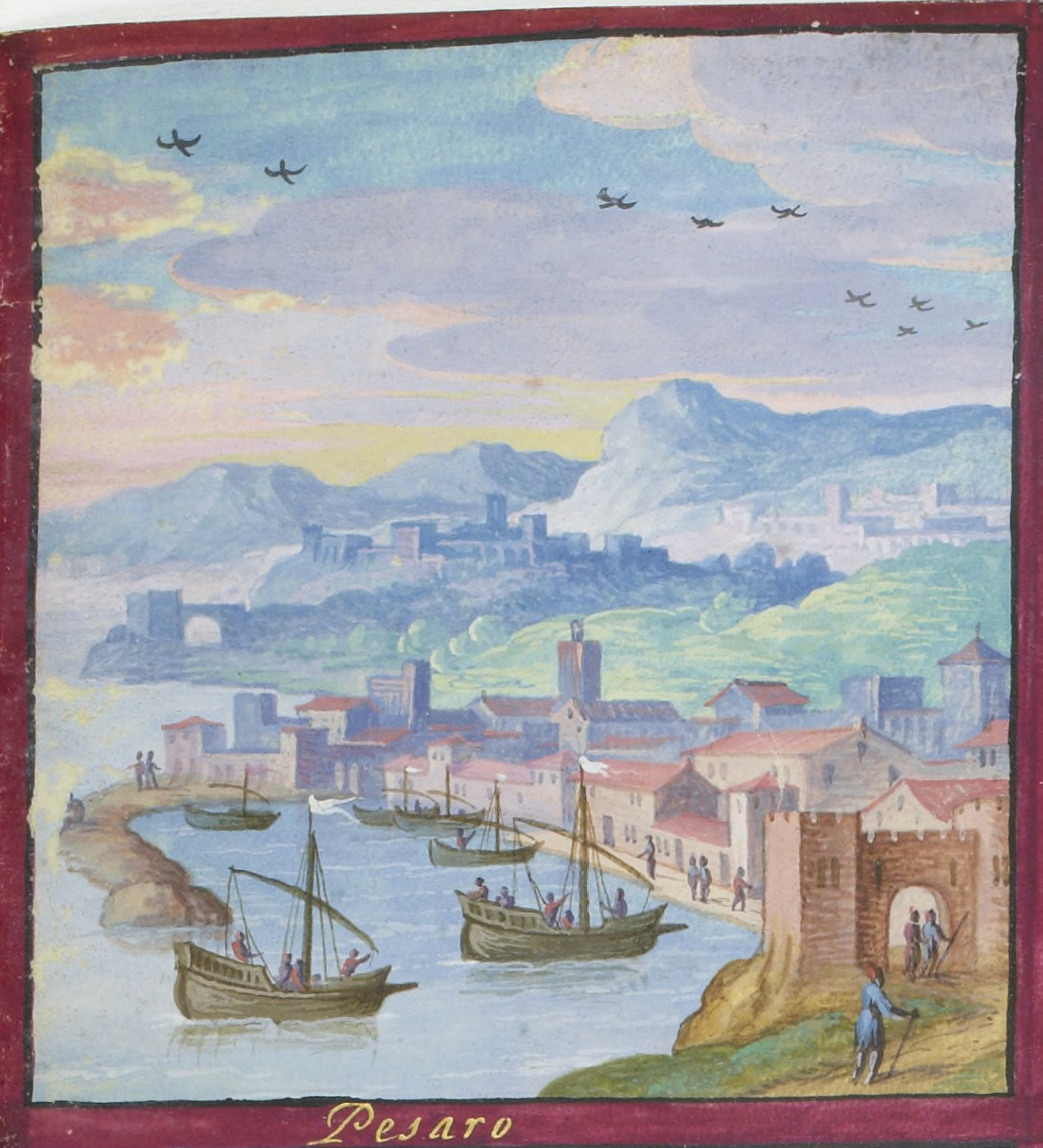
Пезаро в 1578 году.

За исключением Иоанна Палеолога, существование других предков, о которых заявляют более поздние члены семьи Палеологов, может быть подтверждено записями в Пезаро. Доказано, что предполагаемый сын Иоанна, Теодор, и внук Проспер являются реальными историческими личностями. Проспер задокументирован как один из самых выдающихся дворян Пезаро в 1537 году и зарегистрирован как живший ещё в 1580 году. И Теодор, и Проспер служили в военном качестве правящей семье Пезаро — семье Делла Ровере. Записи в Пезаро также доказывают существование младшего брата Проспера, Гвидобальдо Палеолога, который в 1578 году служил капитаном порта в Пезаро.
У Проспера было трое известных сыновей; Камилио (о котором почти ничего не известно), Леонид и Сципион. В 1578 году Леонид и Сципион жили вместе с маленьким сыном Камилио, Теодором, и оказались втянутыми в скандал, поскольку были осуждены за покушение на убийство грека Леоне Рамускиатти. Не сумев убить его, трое Палеологов забаррикадировались в церкви, пытаясь избежать ареста. В документации из Пезаро эти трое упоминаются как нечто вроде банды, также присутствуют намёки на совершённое ими предыдущее успешное убийство. Судьба Сципиона неизвестна, но Леонид был казнен. Теодор был избавлен от смертной казни и вместо этого изгнан не только из Пезаро, но и из всего герцогства Урбино.

### В Англии

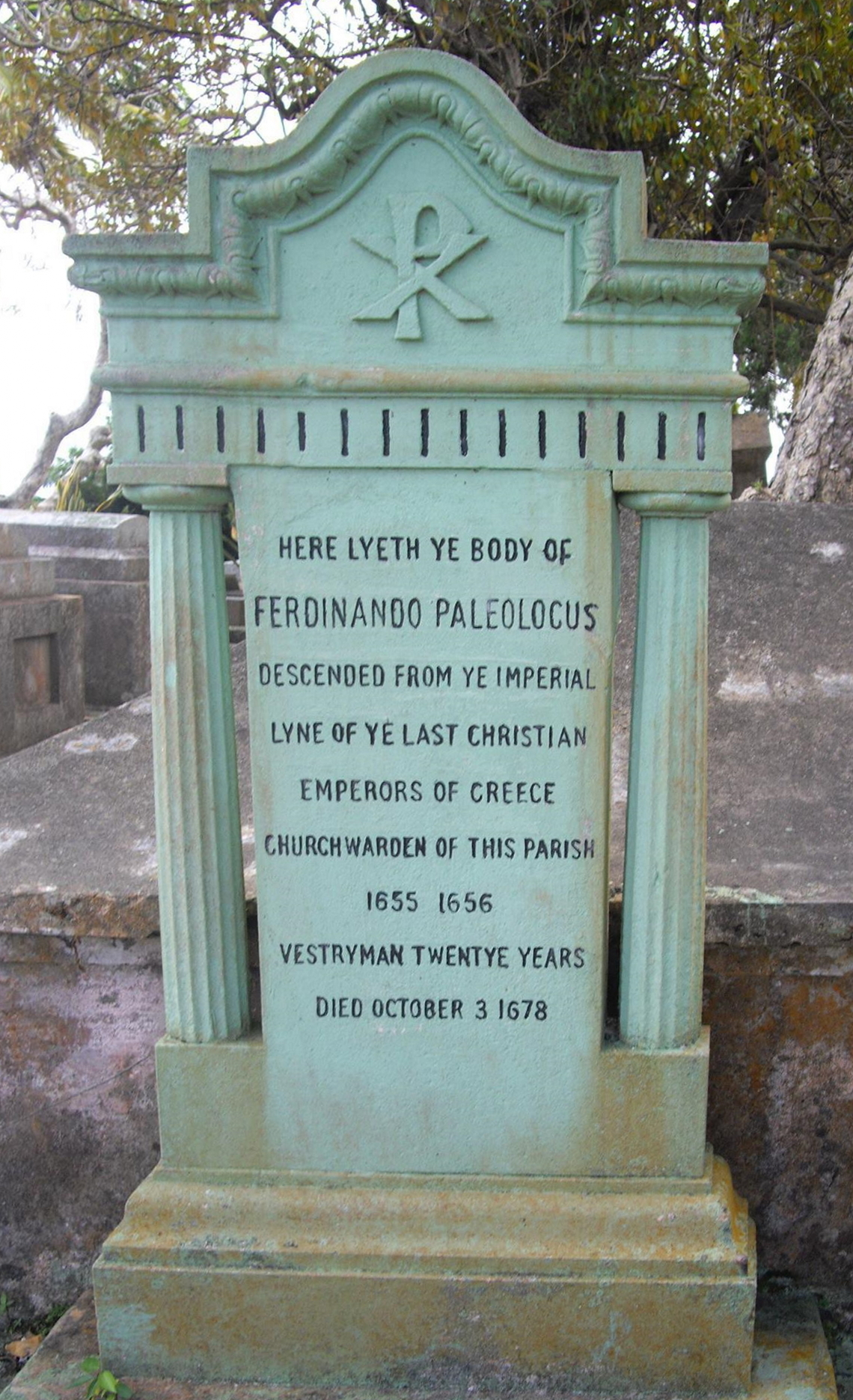
Памятник в память о смерти Фердинанда Палеолога в 1670 году (на памятнике ошибочно указан 1678 год) на Барбадосе.

После изгнания Теодор в следующий раз засвидетельствован по прибытии в Англию в 1597 году, чтобы убить человека по имени Алессандро Антельминелли, разыскиваемого властями Республики Лукка. К этому моменту Теодор зарекомендовал себя как убийца и, кажется, имел впечатляющую репутацию. В конечном итоге Теодору не удалось убить Антельминелли, и, возможно, из-за того, что он хотел получить более безопасную и стабильную профессию (ему было около 40 лет), он остался в Англии на всю оставшуюся жизнь, сначала поступив на службу к графу Линкольн Генри Клинтону. Клинтону было почти шестьдесят лет, и он был одним из самых жестоких, страшных и ненавидимых феодалов Британии. Клинтона часто описывают как ведущего войну со своими соседями, и ему часто приписывают беспорядки, похищения, поджоги, саботаж, вымогательство и лжесвидетельство. В какой-то момент Клинтон даже расширил стены своего замка до близлежащего церковного двора.
Находясь на службе у Клинтона, Теодор познакомился со своей женой Мэри Боллс, от которой у него было шестеро, а возможно, и семь детей. Со смертью Клинтона в 1616 году дальнейшая судьба семьи неизвестна, но они больше не присутствовали в резиденции графа в Таттерсхолле. Три года спустя Теодор, Мария и несколько детей жили в Плимуте, где он в 1628 году попытался поступить на службу к герцогу Бекингему Джорджу Вильерсу, которого в Англии ненавидели почти так же, как графа Линкольна. Однако вскоре после этого Вильерс был убит, и вместо этого Теодора пригласили остаться с сэром богатым корнуоллским оруженосцем Николасом Лоуэром в его доме в Ландалфе в Корнуолле под названием Клифтон-холл. Клифтон-холл был разделен, чтобы уступить место двум семьям, и к Теодору присоединились его жена и некоторые из его детей.
Когда Теодор умер в 1636 году, семья казалась состоятельной. У него остались пятеро детей: дочери Дороти и Мэри и сыновья Теодор Младший, Джон и Фердинанд. Из двух дочерей только Дороти вышла замуж и, вероятно, у неё никогда не было детей. Судьбы трех братьев сложились во время Гражданской войны в Англии 1642—1651 годов. Теодор Младший поддержал Круглоголовых, которые намеревались положить конец абсолютной монархии в Британии, и не пережил войну, вероятно, умер от лагерной лихорадки на ранних этапах долгой осады Оксфорда. Он был похоронен в Вестминстерском аббатстве, где до сих пор находится его могила. Два других брата были кавалерами и бежали из страны во время войны.
И Фердинанд, и Джон были на Барбадосе в числе первых колонистов на острове в 1644 году. Вскоре после этого Джон исчезает из истории, но Фердинанд остался на острове до конца своей жизни, став там известным как «греческий принц из Корнуолла». Он быстро стал одним из островной элиты, занимался выращиванием хлопок или сахар и, возможно, ананасы, и имел большое влияние на дела местной приходской церкви Св. Иоанна. Он построил большой особняк под названием Клифтон-холл, названный в честь семейного дома в Корнуолле, который стоит на острове по сей день и признан одним из старейших и самых величественных больших домов на Барбадосе.
У Фердинанда был только один известный ребёнок, его сын Теодор, который вскоре покинул Барбадос, вернулся в Англию и стал капером. Он жил в лондонском районе Степни, и умер в море недалеко от Ла-Коруньи в 1693 году. Единственным выжившим ребёнком Теодора и последним известным членом семьи в целом была посмертная дочь Теодора Годсколл Палеолог, родившаяся 12 января 1694 года. Нет никаких источников о Godscall, кроме записей о её крещении, и её дальнейшая судьба неизвестна.